# Домашний чемпионат Великобритании 1938/1939
Домашний чемпионат Великобритании 1938/39 (англ. 1938–39 British Home Championship) — пятьдесят первый розыгрыш Домашнего чемпионата, футбольного турнира с участием сборных четырёх стран Великобритании (Англии, Шотландии, Уэльса и Ирландии). Победу в турнире одержали сразу три сборные: Англии, Уэльса и Шотландии, набравшие одинаковое количество очков.
Турнир начался 8 октября 1938 года с победы сборной Шотландии на выезде над сборной Ирландии со счётом 2:0. 22 октября Уэльс дома обыграл Англию со счётом 4:2. 9 ноября Шотландия в Эдинбурге обыграла Уэльс со счётом 3:2. 16 ноября Англия в Манчестере разгромила Ирландию со счётом 7:0. 15 марта 1939 года Уэльс в Рексеме обыграл Ирландию со счётом 3:1. И в завершающей игре турнира 15 апреля 1939 года Шотландия уступила на «Хэмпден Парк» Англии со счётом 1:2. За матчем наблюдало 149 269 зрителей, что стало (и до сих пор является) вторым показателем по посещаемости футбольного матча в Европе за всю историю после матча между теми же сборными на том же стадионе в рамках Домашнего чемпионата 1937 года.
Это был последний розыгрыш Домашнего чемпионата перед Второй мировой войной.

## Турнирная таблица
| Поз | Команда       | И | В | Н | П | МЗ | МП | РМ  | О |
| --- | ------------- | - | - | - | - | -- | -- | --- | - |
| 1   | Англия (Ч)    | 3 | 2 | 0 | 1 | 11 | 5  | +6  | 4 |
| 1   | Уэльс (Ч)     | 3 | 2 | 0 | 1 | 9  | 6  | +3  | 4 |
| 1   | Шотландия (Ч) | 3 | 2 | 0 | 1 | 6  | 4  | +2  | 4 |
| 4   | Ирландия      | 3 | 0 | 0 | 3 | 1  | 12 | −11 | 0 |

## Результаты матчей
| Ирландия | 0:2     | Шотландия                 |
| -------- | ------- | ------------------------- |
|          | (отчёт) | - Дилейни 34′ - Уокер 49′ |

| Уэльс                                       | 4:2     | Англия                           |
| ------------------------------------------- | ------- | -------------------------------- |
| - Астли 5′ 64′ - Хопкинс 33′ - Б. Джонс 61′ | (отчёт) | - Лоутон 27′ (пен.) - Мэтьюз 35′ |

| Шотландия                    | 3:2     | Уэльс                      |
| ---------------------------- | ------- | -------------------------- |
| - Гиллик 38′ - Уокер 83′ 84′ | (отчёт) | - Астли 17′ - Л. Джонс 85′ |

| Англия                                              | 7:0     | Ирландия |
| --------------------------------------------------- | ------- | -------- |
| - Лоутон 8′ - Холл 36′ 38′ 40′ 55′ 65′ - Мэтьюз 75′ | (отчёт) |          |

| Уэльс                                  | 3:1     | Ирландия     |
| -------------------------------------- | ------- | ------------ |
| - Камнер 7′ - Гловер 20′ - Боултер 62′ | (отчёт) | Миллиган 15′ |

| Шотландия | 1:2     | Англия                   |
| --------- | ------- | ------------------------ |
| Дугал 20′ | (отчёт) | - Бизли 67′ - Лоутон 88′ |

## Победители
| Победитель Домашнего чемпионата 1934/35 |
| Англия Двадцать шестой титул            |

| Победитель Домашнего чемпионата 1932/33 |
| Уэльс Восьмой титул                     |

| Победитель Домашнего чемпионата 1934/35 |
| Шотландия Двадцать седьмой титул        |

## Бомбардиры
- 5 голов
  -  Уилли Холл

- 3 гола
  -  Томми Лоутон
  -  Дей Астли[англ.]
  -  Томми Уокер

- 2 гола
  -  Стэнли Мэтьюз